# سیرا ۱۲۵۹۸
سیارک ۱۲۵۹۸ (به انگلیسی: 12598 Sierra، نامگذاری:1999RC159) دوازده هزار و پانصد و نود و هشتمین سیارک کشف شده‌است که در ۹ سپتامبر ۱۹۹۹ کشف شد.
قدر مطلق سیارک برابر ۱۹.۵ است.